# Анри Луи льо Шателие
Анри Луи льо Шателие (на френски: Henri Louis le Chatelier) е учен от Франция, химик.
Той е най-известен с формулирането на т.нар. принцип на льо Шателие, който гласи:
„Ако върху равновесна система се упражни външно въздействие, то системата реагира така, че да компенсира това въздействие, т.е. равновесието да се измести по посока на намаляване на външното въздействие.“